# Графенвізен
Графенвізен (нім. Grafenwiesen) — громада в Німеччині, розташована в землі Баварія. Підпорядковується адміністративному округу Верхній Пфальц. Входить до складу району Кам.
Площа — 10,23 км2. Населення становить 1502 ос. (станом на 31 грудня 2020).